# Bíblia de Tyndale
A Bíblia de Tyndale geralmente se refere ao conjunto de traduções bíblicas de William Tyndale. A Bíblia de Tyndale é creditada como sendo a primeira tradução para o inglês a trabalhar diretamente com os textos hebraico e grego. Além disso, foi a primeira tradução bíblica em inglês produzida em massa, resultado dos novos avanços na arte da impressão. O termo Bíblia de Tyndale não é estritamente correto, pois Tyndale nunca publicou uma Bíblia completa. Antes de sua execução, Tyndale tinha acabado de traduzir todo o Novo Testamento, e apenas cerca da metade do Velho Testamento. Destes últimos, o Pentateuco, Jonas e uma versão revisada do livro de Gênesis, foram publicadas durante sua vida. Suas demais obras do Antigo Testamento foram utilizadas pela primeira vez na criação da Bíblia de Mateus, influenciando fortemente todas as grandes traduções em inglês da Bíblia posteriores.

## História
A série de acontecimentos que levaram à criação do Novo Testamento de Tyndale se iniciaram possivelmente em 1522, ano em que Tyndale adquiriu uma cópia do Novo Testamento em alemão de Martinho Lutero. Inspirado pelo trabalho de Lutero, Tyndale começou uma tradução em inglês usando um texto grego "compilado por Erasmo de vários manuscritos mais antigos e autoritários do que a Vulgata em latim" de São Jerônimo (c.340-420 d.C), a única tradução autorizada pela Igreja Católica Romana. Tyndale revelou sua vontade ao Bispo de Londres da época, Cuthbert Tunstall, mas a autorização para produzir esse texto "herético" foi recusada. Frustrado na Inglaterra, Tyndale mudou-se para a Alemanha. Uma edição parcial foi impressa em 1525 em Colônia. Mas antes que o trabalho pudesse ter sido concluído, Tyndale foi entregue às autoridades e forçado a fugir para Worms, onde a primeira edição completa de seu Novo Testamento foi publicado em 1526. Duas versões foram publicadas em 1534 e 1536, ambas revisadas pessoalmente pelo próprio Tyndale. Após sua morte em 1536, as obras de Tyndale foram revisadas e reimpressas inúmeras vezes e são refletidas em versões mais modernas da Bíblia, incluindo, talvez a mais famosa, a Bíblia do Rei Jaime.
O Pentateuco de Tyndale foi publicado na Antuérpia por Merten de Keyser em 1530. Sua versão em inglês do livro de Jonas foi publicado no ano seguinte, seguido por sua versão revisada do livro de Gênesis em 1534. Tyndale traduziu alguns livros do Antigo Testamento, incluindo Josué, Juízes, I e II Samuel, I e II Reis e I e II Crônicas, mas não foram publicados e nem sobreviveram em suas formas originais. Quando Tyndale foi martirizado, essas obras chegaram a estar na posse de um dos seus associados, John Rogers. Estas traduções seriam influentes na criação da Bíblia de Mateus, publicada em 1537.
Tyndale usou um série de fontes como base para suas traduções, tanto do Antigo como do Novo Testamento. Ao traduzir o Novo Testamento, ele usou a terceira edição (1522) do Novo Testamento grego de Erasmo, frequentemente chamado de Texto Recebido. Tyndale também usou o Novo Testamento em latim de Erasmo, bem como a versão alemã de Lutero e a Vulgata. Estudiosos acreditam que Tyndale evitou usar a Bíblia de Wycliffe como uma fonte, pois ele não queria que seu inglês refletisse aquele utilizado antes da Renascença. As fontes que Tyndale usou para traduzir o Pentateuco, contudo, não são conhecidas com certeza. Estudiosos acreditam que Tyndale utilizou o Pentateuco hebraico ou a Bíblia Poliglota, podendo remeter a Septuaginta também. Suspeita-se que suas outras obras do Antigo Testamento tenham sido traduzidas diretamente de um exemplar da Bíblia hebraica. Ele também fez uso abundante da gramática grega e hebraica.

## Reação da Igreja Católica
As traduções de Tyndale foram condenadas na Inglaterra, onde sua obra foi proibida e cópias foram queimadas.  Autoridades católicas, com destaque para Thomas More, acusaram que ele tinha propositadamente mal traduzido os textos antigos, a fim de promover pontos de vista anticlericalismo e heréticos. Em particular, eles citaram os termos "igreja", "padre", "fazer penitência" e "caridade", que se tornaram na tradução de Tyndale "congregação", "presbítero" (trocado por "ancião" na edição revisada de 1534), "arrepender-se" e "amor", desafiando as doutrinas fundamentais da Igreja Romana. Traído aos oficiais da igreja, em 1536, ele foi excomungado em uma elaborada cerimônia pública e entregue às autoridades civis para ser estrangulado até a morte e queimado na fogueira. Suas últimas palavras foram, "Senhor! Abra o olhos do Rei da Inglaterra."

## Desafios à doutrina católica
A Igreja Católica há muito tempo proclamava que a igreja era uma instituição. A palavra "igreja" para eles viera para representar a estrutura organizacional que era a Igreja Católica. A tradução de Tyndale foi vista como um desafio a essa doutrina, pois ele foi visto como favorável à pontos de vista de reformadores como Martinho Lutero, que proclamava que a igreja era constituída e definida pelos fiéis, ou em outras palavras, suas congregações. Alguns reformadores radicais pregavam que a verdadeira igreja era a igreja "invisível", que a igreja está onde quer que os verdadeiros cristãos se reúnam para pregar a palavra de Deus. Para esses reformadores, a estrutura da Igreja Católica era desnecessária e sua própria existência provou que não era, de fato, a "verdadeira" Igreja. Quando Tyndale decidiu que a palavra grega e????s?a (ekklesia) é traduzida de forma mais precisa como congregação, ele estava enfraquencendo toda a estrutura da Igreja Católica. Muitos dos movimentos reformistas acreditavam na autoridade das Escrituras por si só. Para eles, elas ditavam como a igreja deveria ser organizada e administrada. Ao alterar a tradução de igreja para congregação, Tyndale estava fornecendo munição para as crenças dos reformadores. A crença deles de que a igreja não era uma visível instituição sistematizada, mas um corpo definido pelos próprios crentes, estava agora sendo encontrada diretamente na Escritura Sagrada. Além disso, o uso da palavra congregação por Tyndale atacou a doutrina da Igreja Católica de que os membros leigos e o clero deviam ficar separados. Se a verdadeira igreja é definida como uma congregação, como os cristãos comuns, então a alegação da Igreja Católica de que o clero era de uma ordem mais elevada do que a do cristão habitual e de que eles tinham diferentes papéis a desempenhar no processo religioso já não mais prevalecia.

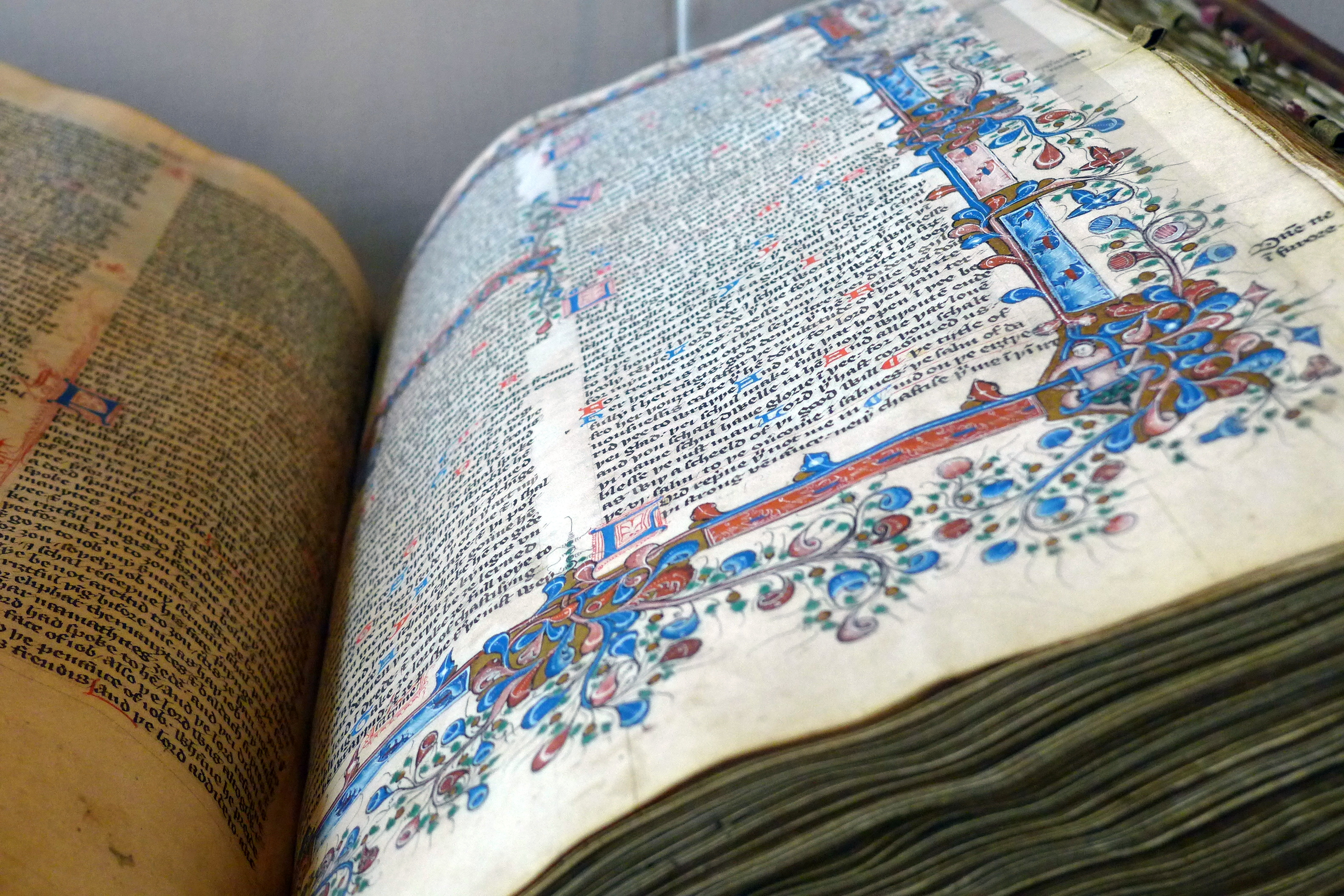
A Bíblia de Tyndale em exposição na Biblioteca Bodleiana, em Oxford.

A tradução de Tyndale da palavra grega p?esß?te??? (presbuteros) afim de significar "ancião" ao invés de "padre" também desafiou as doutrinas da Igreja Católica. Em particular, ela questionou qual deveria ser o papel do clero e se eles deviam ou não ficar separados dos cristãos comuns como estavam no sistema católico da época. O papel do padre na Igreja Católica tinha sido de conduzir sermões religiosos e cerimônias em massa, a ler a escritura para o povo, e ministrar os sacramentos. Eles eram considerados separados dos cristãos comuns. Em muitos movimentos reformistas, um grupo de anciãos conduziria a igreja e tomaria o lugar dos padres católicos. Estes anciãos não eram uma classe separada dos cristãos comuns; na verdade, eles eram geralmente escolhidos entre eles. Muitos reformadores acreditavam na ideia do "sacerdócio de todos os crentes", o que significava que cada cristão era na verdade um sacerdote e tinha o direito de ler e interpretar as Escrituras. A tradução de Tyndale retirou a base bíblica do poder clerical católico. Os padres já não mais administravam a igreja: era o trabalho dos anciãos, o que implicava que o poder estava nas mãos do povo.
A doutrina católica também foi contestada pela tradução do gregp de Tyndale µeta??e?te (metanoeite) como se arrepender ao invés de fazer penitência. Essa tradução atacou o sacramento católico da penitência. A versão da escritura de Tyndale reforçou os pontos de vista de reformadores como Lutero que tinham problema com a prática católica do sacramento da penitência. Reformadores acreditavam que era somente por fé que aquele era salvo. Isso diferia dos pontos de vista da Igreja Católica, na qual seguiu a crença de que a salvação foi concedida aos que viveram de acordo com o que a igreja disse a eles e, assim, participou dos sete sacramentos. A tradução de Tyndale desafiou a crença de que a pessoa tinha que fazer penitência por seus pecados. De acordo com o Novo Testamento de Tyndale e outros reformadores, tudo que um crente tinha que fazer era se arrepender com um coração sincero, e Deus o perdoaria. O crente não tem que ganhar a salvação; ela foi dada gratuitamente por Deus. Tudo o que tinha que se fazer era acreditar na promessa dEle e viver de acordo com ela.
A Bíblia de Tyndale também desafiou a Igreja Católica de muitas outras maneiras. O facto de ter sido traduzida para a língua vernácula tornou-a disponível para as pessoas comuns. Isso permitiu a todos o acesso à Escritura e deu as pessoas comuns a capacidade de ler (se elas fossem alfabetizadas) e interpretar as Escrituras como quisessem, expondo-a a ameaça de distorcerem "como também o fazem com as demais Escrituras, para a própria destruição deles." (2 Pedro 3:16), em vez de confiarem na igreja para o acesso deles à escritura. A principal ameaça que a Bíblia de Tyndale causou à Igreja Católica é mais bem resumida pelo próprio Tyndale, quando ele nos fala de seu motivo em criar sua tradução em primeiro lugar. O propósito de Tyndale era "fazer com que um menino da roça soubesse mais das escrituras do que o clero da época", muitos dos quais tinham pouca instrução. Dessa forma, Tyndale tentou tirar o controle da Igreja Católica, tanto do acesso quanto da interpretação das escrituras. Elas já não eram necessárias como intercessoras entre o povo e Deus.

## Legado
O legado da Bíblia de Tyndale não pode ser subestimado. Suas traduções estabeleceram as bases para muitas das Bíblias em inglês posteriores a dele. Sua obra compreendeu uma parcela significativa da Great Bible, que foi a primeira versão autorizada da Bíblia em inglês. A Bíblia de Tyndale também desempenhou um papel fundamental na difusão das idéias da Reforma pela Inglaterra, que havia sido relutante em abraçar o movimento. Suas obras também permitiram ao povo da Inglaterra acesso direto às palavras e idéias de Martinho Lutero, cujas obras haviam sido proibidas pelo Estado. Tyndale alcançou essa proeza por incluir muitos dos comentários de Lutero em suas obras. O maior impacto da Bíblia de Tyndale na sociedade atual é que ela influenciou fortemente e contribuiu para a criação da Versão do Rei Jaime, que é uma das Bíblias mais populares e amplamente utilizadas no mundo de hoje. Os estudiosos nos dizem que cerca de 90% da Versão do Rei Jaime é composta por obras de Tyndale, com cerca de um terço do texto sendo ditado palavra por palavra de Tyndale. Muitas das frases populares e versículos da Bíblia que as pessoas citam hoje em dia são, principalmente, na linguagem da Tyndale. Um exemplo desse é Mateus 5:9 que diz: “Blessed are the peacemakers.”, em português, "Bem-aventurados os pacificadores". A importância da Bíblia de Tyndale em moldar e influenciar o idioma inglês tem sido mencionada. De acordo com um escritor, Tyndale é "o homem que mais do que Shakespeare ou mesmo Bunyan, moldou e enriqueceu a nossa língua".
Tyndale usou thou (tu) e nunca you (você) como pronome da segunda pessoa do singular em sua obra (uso que mais tarde terminou refletindo na muito influente Versão do Rei Jaime), que teve o efeito duplo de resgatar o thou da obscuridade completa e de dá-lo um ar de solenidade religiosa, o contrário de sua antiga forma, que traz um senso de familiaridade ou desrespeito.